# Oreotragini
Oreotragini é uma tribo de bovídeos da subfamília Antilopinae, que contém somente o gênero Oreotragus.